# Abaza Paixà
Abaza Paixà fou un militar i polític otomà d'origen abkhazi; fou governador de Maraix i d'Erzerum sota el gran visir Khalil Agha, però fou destituït el 1623 i es va revoltar i amb el pretext de venjar la mort del soldà Osman II va marxar amb un exèrcit local cap a Ankara i Sivas, i va ocupar Brusa menys la ciutadella. El 1624 el gran visir Çerkes Mehmed Ali Paixà el va derrotar a Kaysariyya i Abaza es va refugiar a Erzerum, i finalment fou confirmat en aquest govern però va haver d'admetre una guàrdia de geníssers. El 1627 sospitant que una expedició contra Akhiska estava dirigida contra ell, va fer matar els geníssers; fou assetjat a la ciutat per l'antic gran visir i el seu protector, Khalil Pasha, que es va haver de retirar per la neu. El 1628 el bosnià Gazi Ekrem Hüsrev Paixà, nomenat gran visir, el va tornar a assetjar i el va fer capitular però va rebre el perdó i el govern de Bòsnia. Al cap d'un temps fou destituït per la seva persecució dels geníssers i se'n va anar a Belgrad. El 1633 va rebre el comandament de les forces que van sortir de Vidin per envair Polònia. Encara va acompanyar a Murad IV en una nova campanya reeixida a Polònia; denunciat injustament pels seus enemics, el soldà li va perdre la confiança i el va fer matar el 24 d'agost de 1634.